# Maria Łukasz Wiechowicz

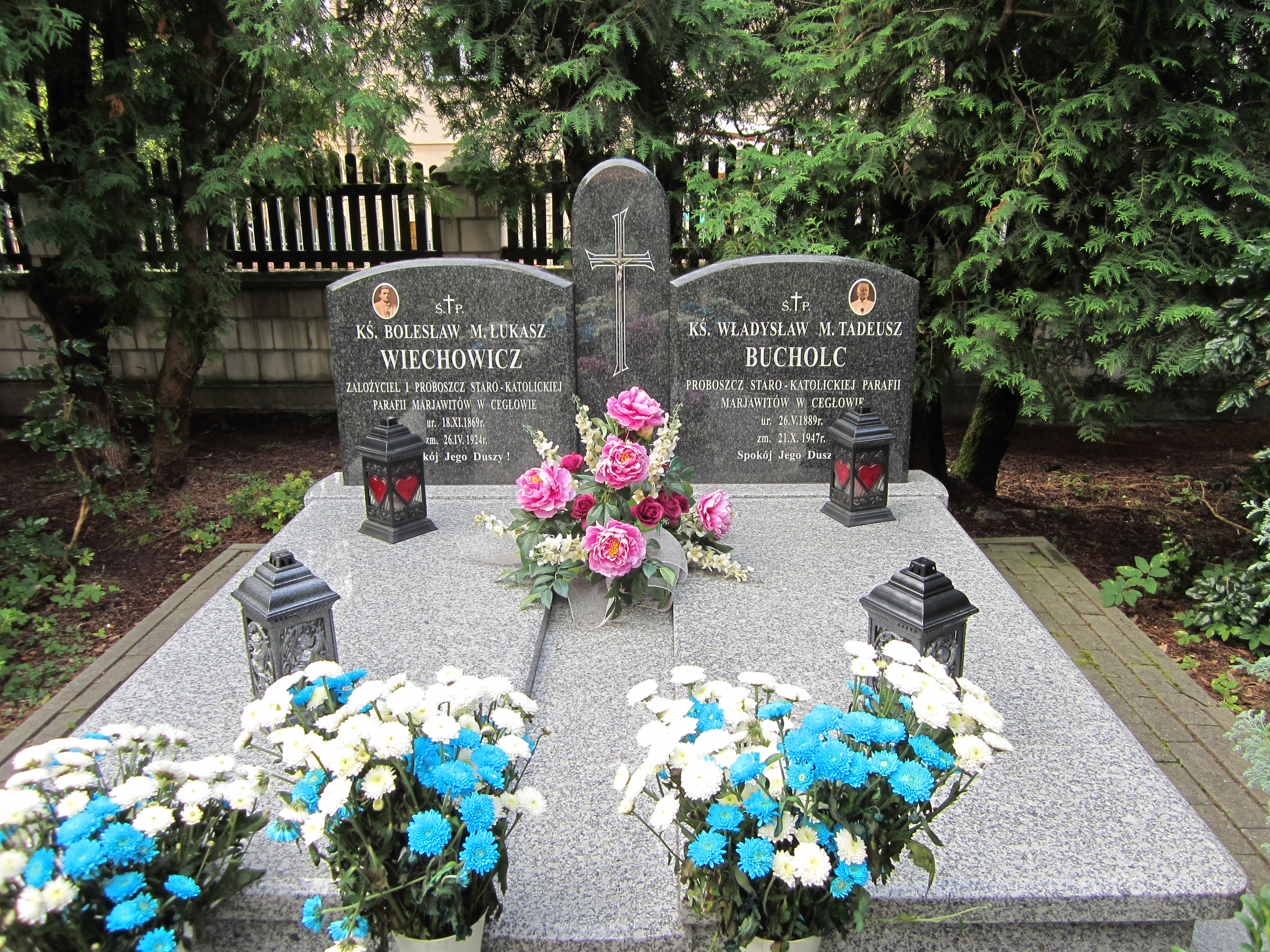
Nagrobek kapł.Marii Łukasza Wiechowicza i kapł.Marii Tadeusza Bucholca na cmentarzu przykościelnym w Cegłowie.

Bolesław Maria Łukasz Wiechowicz (ur. 18 listopada 1869, zm. 26 kwietnia 1924 w Cegłowie) – kapłan mariawicki, animator mariawityzmu na wschodnim Mazowszu i Podlasiu.
Pracował jako kapelan szpitalny w Warszawie. W 1897 roku przystąpił do tajnego Zgromadzenia Kapłanów Mariawitów. Był pierwszym kapłanem mariawickim w archidiecezji warszawskiej. 
W latach 1897-1903 sprawował opiekę duchowną nad okręgiem warszawskim Zgromadzenia Kapłanów Mariawitów. Od 1902 roku działał jako duszpasterz w parafii rzymskokatolickiej św. Jana Chrzciciela w Cegłowie.
W 1905 roku wspólnie z większością swoich parafian wystąpił z Kościoła katolickiego. Założyciel i wieloletni proboszcz parafii mariawickiej św. Jana Chrzciciela w Cegłowie. 